# Ï
Ï, 소문자로 ï는 로마자를 차용한 여러 언어에서 쓰이는 글자이다. '트레마를 씌운 글자 I'나 '움라우트 I'로 읽을 수 있다.

## 언어별 쓰임새
아프리칸스어, 카탈루냐어, 프랑스어, 갈리시아어, 웨일스어, 남부 사미어, 그리고 드물게 영어에서는 다른 모음 뒤에 i가 오고, 그 단어가 모음 접속 (모음 사이에 두절이 있음)으로 발음될 때 쓰인다. 즉 두 모음끼리 부딪히더라도 이중모음이나 이중음자로 소리나지 않고 각각 다른 음절로 발음됨을 표시한다. 예를 들어서 프랑스어의 'maïs' (IPA: [ma.is], →옥수수)는 트레마 부호가 빠진다면 글자 i는 이중음자 ai로 합쳐져 소리나게 된다. 네덜란드어의 'Oekraïne' (발음 [ukraːˈinə], →우크라이나)와 영어의 'naïve' (/nɑːˈiːv/ 혹은 /naɪˈiːv/, →소박한, 우직한)도 같은 예이다.
한편 튀르키예어를 학술적으로 다룬 문헌에서 가끔씩 글자 ï가 후설 비원순 고모음 (/ɯ/, 한국어의 'ㅡ' 발음)을 표기하는데 쓰이기도 한다. 현대 표준 터키어 철자법에서는 같은 발음을 점 없는 i (ı)로 표기한다. 고대 몽골어의 후설 중성모음을 ï로 표기하는 경우도 있다.
아마존 언어들의 로마자 표기법에서도 중설 비원순 고모음인 /ɨ/를 Ï로 표기하기도 한다.

## 입력 코드
| 미리 보기                      | Ï                                     | Ï                                     | ï                                   | ï                                   |
| ------------------------------ | ------------------------------------- | ------------------------------------- | ----------------------------------- | ----------------------------------- |
| 유니코드 이름                  | LATIN CAPITAL LETTER I WITH DIAERESIS | LATIN CAPITAL LETTER I WITH DIAERESIS | LATIN SMALL LETTER I WITH DIAERESIS | LATIN SMALL LETTER I WITH DIAERESIS |
| 인코딩                         | 10진                                  | 16진                                  | 10진                                | 16진                                |
| 유니코드                       | 207                                   | U+00CF                                | 239                                 | U+00EF                              |
| UTF-8                          | 195 143                               | C3 8F                                 | 195 175                             | C3 AF                               |
| 수치 문자 참조                 | &#207;                                | &#xCF;                                | &#239;                              | &#xEF;                              |
| 명명 문자 참조                 | &Iuml;                                | &Iuml;                                | &iuml;                              | &iuml;                              |
| EBCDIC 계열                    | 119                                   | 77                                    | 87                                  | 57                                  |
| ISO 8859-1/2/3/4/9/10/14/15/16 | 207                                   | CF                                    | 239                                 | EF                                  |

## 같이 보기
- 움라우트
- Ї - 로마자 Ï와 모양이 동일한 키릴 문자